# رتسنی
رتسنی (به آلمانی: Retznei) یک شهر در اتریش است که در لیبنیتس واقع شده‌است. رتسنی ۳٫۳۴ کیلومتر مربع مساحت دارد ۲۶۱ متر بالاتر از سطح دریا واقع شده‌است.